# 天桴增一
天桴增一（天鷹座64），又名BD-01 3899，HD 191067、SAO 144095、HR 7690，是天鷹座的一颗恒星，视星等为5.99，位于銀經41.3，銀緯-17.29，其B1900.0坐标为赤經20h 2m 52s，赤緯-0° -17.29′ 58″。